# We Are Young
"We Are Young" là một bài hát của ban nhạc Mỹ Fun hợp tác với ca sĩ người Mỹ Janelle Monáe nằm trong album phòng thu thứ hai của họ, Some Nights (2012). Nó được phát hành vào ngày 21 tháng 9 năm 2011 như là đĩa đơn đầu tiên trích từ album bởi Fueled by Ramen, Nettwerk Music Group và Atlantic Records. Bài hát được đồng viết lời bởi ba thành viên của nhóm (Nate Ruess, Andrew Dost và Jack Antonoff) với người cũng đồng thời chịu trách nhiệm sản xuất của nó, Jeff Bhasker. Đây là một bản pop rock với nội dung đề cập đến việc nắm bắt những khoảnh khắc của tuổi trẻ trong một đêm đáng nhớ mà bạn sẽ kể lại câu chuyện này trong tương lai, vốn được lấy cảm hứng từ câu chuyện của Ruess sau một đêm vui vẻ và say xỉn tại một bữa tiệc, đã thu hút nhiều sự so sánh với một số tác phẩm như "Love Is a Battlefield" của Pat Benatar (1983) và "Alright" của Supergrass (1995). Ban đầu, "We Are Young" chỉ thu hút sự chú ý từ các phương tiện truyền thông trực tuyến mặc dù đã phát sóng một thời gian trên sóng phát thanh, nhưng sau khi được hát lại bởi dàn diễn viên Glee vào tháng 12 năm 2011, nó mới bắt đầu trở nên phổ biến.
Sau khi phát hành, "We Are Young" nhận được những phản ứng tích cực từ các nhà phê bình âm nhạc, trong đó họ đánh giá cao sự bắt tai của nó và gọi đây là một bước đột phá cho thể loại indie. Bài hát còn gặt hái nhiều giải thưởng và đề cử tại những lễ trao giải lớn, bao gồm chiến thắng ở hạng mục Bài hát của năm bên cạnh đề cử cho Thu âm của năm và Trình diễn song tấu hoặc nhóm nhạc pop xuất sắc nhất tại lễ trao giải thường niên lần thứ 55. "We Are Young" cũng tiếp nhận những thành công vượt trội về mặt thương mại, đứng đầu các bảng xếp hạng ở Úc, Áo, Canada, Ireland và Vương quốc Anh, và lọt vào top 10 ở hầu hết những quốc gia nó xuất hiện, bao gồm vươn đến top 5 ở Bỉ, Đan Mạch, Đức, Ý, Nhật Bản, New Zealand, Na Uy, Thụy Điển và Thụy Sĩ. Tại Hoa Kỳ, bài hát đạt vị trí số một trên bảng xếp hạng Billboard Hot 100 trong sáu tuần liên tiếp, trở thành đĩa đơn quán quân đầu tiên của cả hai nghệ sĩ, đồng thời đã bán được hơn 7.1 triệu bản tại đây. Tính đến nay, nó đã bán được hơn 12.2 triệu bản trên toàn cầu, trở thành đĩa đơn bán chạy thứ tư của năm 2012 cũng như là một trong những đĩa đơn bán chạy nhất mọi thời đại.
Video ca nhạc cho "We Are Young" được đạo diễn bởi Marc Klasfeld, trong đó Fun trình diễn trên một sân khấu ở một quán bar nơi một cuộc bạo loạn bắt đầu và tất cả đều diễn ra một cách nhanh chậm tùy theo nhịp điệu của bài hát. Nó đã nhận được hai đề cử tại giải Video âm nhạc của MTV năm 2012 cho Nghệ sĩ mới xuất sắc nhất và Video Pop xuất sắc nhất. Để quảng bá bài hát, nhóm đã trình diễn "We Are Young" trên nhiều chương trình truyền hình và lễ trao giải lớn, bao gồm Conan, The Graham Norton Show, Late Show with David Letterman, The X Factor UK, Liên hoan Âm nhạc và Nghệ thuật Thung lũng Coachella năm 2011, giải Điện ảnh của MTV năm 2012 và giải Âm nhạc châu Âu của MTV năm 2012. Được đánh giá là bài hát trứ danh trong sự nghiệp của Fun, nó đã được hát lại và sử dụng làm nhạc mẫu bởi nhiều nghệ sĩ khác nhau, như Kelly Clarkson, Pentatonix, Little Mix, Hozier, Sam Tsui và Boyce Avenue, cũng như xuất hiện trong nhiều tác phẩm điện ảnh và truyền hình, bao gồm 90210, American Dad!, Chuck, Gossip Girl và The Office.

## Danh sách bài hát
- Tải kĩ thuật số[1]

1. "We Are Young" – 4:10

- Đĩa CD tại châu Âu và Anh quốc[2]

1. "We Are Young" – 4:13
2. "We Are Young" (bản acoustic) – 4:32

- Đĩa 7" tại Hoa Kỳ[3]

1. "We Are Young" – 4:10
2. "One Foot" – 3:32

## Xếp hạng
| Bảng xếp hạng (2011-12)                            | Vị trí cao nhất |
| -------------------------------------------------- | --------------- |
| Úc (ARIA)                                          | 1               |
| Áo (Ö3 Austria Top 40)                             | 1               |
| Bỉ (Ultratop 50 Flanders)                          | 5               |
| Bỉ (Ultratop 50 Wallonia)                          | 2               |
| Brazil (ABPD)                                      | 8               |
| Canada (Canadian Hot 100)                          | 1               |
| Cộng hòa Séc (Rádio Top 100)                       | 2               |
| Đan Mạch (Tracklisten)                             | 3               |
| Châu Âu Digital Song Sales (Billboard)             | 1               |
| Phần Lan (Suomen virallinen lista)                 | 14              |
| Pháp (SNEP)                                        | 7               |
| Trường songid là BẮT BUỘC CHO BẢNG XẾP HẠNG ĐỨC    | 4               |
| Hungary (Rádiós Top 40)                            | 9               |
| Ireland (IRMA)                                     | 1               |
| Israel (Media Forest)                              | 1               |
| Ý (FIMI)                                           | 2               |
| Nhật Bản (Japan Hot 100)                           | 5               |
| Luxembourg Nhạc số (Billboard)                     | 6               |
| Mexico (Monitor Latino)                            | 1               |
| Hà Lan (Dutch Top 40)                              | 5               |
| Hà Lan (Single Top 100)                            | 10              |
| New Zealand (Recorded Music NZ)                    | 2               |
| Na Uy (VG-lista)                                   | 2               |
| Ba Lan (Polish Airplay Top 100)                    | 1               |
| Bồ Đào Nha Nhạc số (Billboard)                     | 1               |
| Scotland (OCC)                                     | 1               |
| LỖI: PHẢI CUNG CẤP year CHO BẢNG XẾP HẠNG Slovakia | 5               |
| Tây Ban Nha (PROMUSICAE)                           | 12              |
| Thụy Điển (Sverigetopplistan)                      | 4               |
| Thụy Sĩ (Schweizer Hitparade)                      | 2               |
| Anh Quốc (OCC)                                     | 1               |
| Hoa Kỳ Billboard Hot 100                           | 1               |
| Hoa Kỳ Adult Contemporary (Billboard)              | 12              |
| Hoa Kỳ Adult Pop Airplay (Billboard)               | 1               |
| Hoa Kỳ Alternative Songs (Billboard)               | 1               |
| Hoa Kỳ Dance Club Songs (Billboard)                | 21              |
| Hoa Kỳ Hot Rock Songs (Billboard)                  | 1               |
| Hoa Kỳ Pop Airplay (Billboard)                     | 1               |
| Hoa Kỳ Rhythmic (Billboard)                        | 16              |
| Venezuela Pop Rock General (Record Report)         | 3               |

| Bảng xếp hạng (2012)                       | Vị trí |
| ------------------------------------------ | ------ |
| Australia (ARIA)                           | 12     |
| Austria (Ö3 Austria Top 75)                | 8      |
| Belgium (Ultratop 50 Flanders)             | 19     |
| Belgium (Ultratop 50 Wallonia)             | 14     |
| Canada (Canadian Hot 100)                  | 3      |
| Denmark (Tracklisten)                      | 20     |
| France (SNEP)                              | 26     |
| Germany (Official German Charts)           | 25     |
| Hungary (Rádiós Top 40)                    | 55     |
| Ireland (IRMA)                             | 3      |
| Israel (Media Forest)                      | 2      |
| Italy (FIMI)                               | 12     |
| Japan (Japan Hot 100)                      | 30     |
| Netherlands (Dutch Top 40)                 | 23     |
| Netherlands (Single Top 100)               | 39     |
| New Zealand (Recorded Music NZ)            | 3      |
| Poland (ZPAV)                              | 33     |
| Spain (PROMUSICAE)                         | 30     |
| Sweden (Sverigetopplistan)                 | 17     |
| Switzerland (Schweizer Hitparade)          | 15     |
| UK Singles (Official Charts Company)       | 3      |
| US Billboard Hot 100                       | 3      |
| US Adult Contemporary (Billboard)          | 24     |
| US Adult Top 40 (Billboard)                | 4      |
| US Alternative Songs (Billboard)           | 5      |
| US Pop Songs (Billboard)                   | 7      |
| US Rock Songs (Billboard)                  | 8      |
| Venezuela Pop Rock General (Record Report) | 9      |
| Worldwide (IFPI)                           | 4      |

| Bảng xếp hạng                        | Vị trí |
| ------------------------------------ | ------ |
| UK Singles (Official Charts Company) | 114    |
| US Billboard Hot 100                 | 112    |

## Chứng nhận
| Quốc gia                                                                           | Chứng nhận  | Số đơn vị/doanh số chứng nhận |
| ---------------------------------------------------------------------------------- | ----------- | ----------------------------- |
| Úc (ARIA)                                                                          | 6× Bạch kim | 420.000‡                      |
| Áo (IFPI Áo)                                                                       | Bạch kim    | 30.000*                       |
| Bỉ (BEA)                                                                           | Vàng        | 15.000*                       |
| Canada (Music Canada)                                                              | 7× Bạch kim | 560.000*                      |
| Đan Mạch (IFPI Đan Mạch)                                                           | Bạch kim    | 30.000^                       |
| Pháp (SNEP)                                                                        | Vàng        | 150.000*                      |
| Đức (BVMI)                                                                         | Bạch kim    | 500.000^                      |
| Ý (FIMI)                                                                           | 2× Bạch kim | 60.000*                       |
| Nhật Bản (RIAJ)                                                                    | Vàng        | 100.000^                      |
| México (AMPROFON)                                                                  |             | 150,000*                      |
| New Zealand (RMNZ)                                                                 | 2× Bạch kim | 30.000*                       |
| Thụy Điển (GLF)                                                                    | 4× Bạch kim | 80.000‡                       |
| Thụy Sĩ (IFPI)                                                                     | 2× Bạch kim | 60.000^                       |
| Anh Quốc (BPI)                                                                     | 2× Bạch kim | 1,380,003                     |
| Hoa Kỳ (RIAA)                                                                      | 9× Bạch kim | 9.000.000‡                    |
| * Chứng nhận dựa theo doanh số tiêu thụ. ^ Chứng nhận dựa theo doanh số nhập hàng. |             |                               |